# Elecciones locales en Santa Rosa de Osos de 2011
Las Elecciones locales en Santa Rosa de Osos de 2011, se llevaron a cabo el 30 de octubre de 2011 en el municipio de Santa Rosa de Osos. En dichas elecciones, los santarrosanos eligieron los siguientes cargos para un periodo de cuatro años contados a partir del 1° de enero de 2012:
- Alcalde municipal de Santa Rosa de Osos.
- Gobernador de Antioquia.
- 13 miembros del Concejo municipal de Santa Rosa de Osos.
- 26 Diputados de la Asamblea de Antioquia.

## Legislación
Por derecho constitucional, los ciudadanos luego de la mayoría de edad que no sean miembros de la fuerza pública, que no estén en interdicción o que no estén condenados, pueden ejercer su derecho al voto.
Para ser elegido alcalde es necesario ser un ciudadano mayor de edad,  haber nacido en el municipio o haber vivido mínimo un año antes de la inscripción en el.  Ningún funcionario público puede participar en ningún tipo de propaganda a favor o en contra de ningún candidato o ejercer algún tipo de presión.
Tanto en Santa Rosa de Osos como el resto del país, el organismo encargado de organizar las elecciones es la Registraduría Nacional del Estado Civil y el encargado de hacerles veeduría es el Consejo Nacional Electoral.

### Puestos de votación
Electoralmente Santa Rosa de Osos se dividió en 9 puestos de votación.
- 1 en el sur de la ciudad: En el coliseo Antonio Roldán Betancur que acogió también a todas las veredas centrales del municipio, así como al centro poblado La Granja y los caseríos Malambo y La Cabuya.
- 2 en el norte del municipio: 1 en el corregimiento Aragón que acoge a todas sus veredas y el otro en el centro poblado El Chaquiro que acoge también al caserío La Piedra-Berrío.
- 1 en el centro del municipio: En el corregimiento Hoyorrico que acoge a todas sus veredas incluyendo los caseríos La Cejita y La Cabaña.
- 4 en el sur del municipio: 1 en el corregimiento Riogrande y 1 en el corregimiento San Isidro que acogen a sus veredas respectivas. 1 en el corregimiento San Pablo que incluye también a sus veredas y al caserío La Clara; y 1 en el centro poblado El Caney que incluye a sus veredas y al caserío Puente Gabino.
- 1 en la cárcel del circuito.

## Candidatos a la Alcaldía
Para el mando del Edificio Berrío y  suceder al alcalde Carlos Mario Medina Rojas, las siguientes personas se inscribieron como candidatos ante la registraduría:  
- Francisco Jair Palacio Lopera por el Partido de la U, resultó el ganador.
- José Ignacio González Cardona por el Partido Conservador Colombiano

El partido Alas Equipo Colombia que había gobernado, no presentó sucesor.

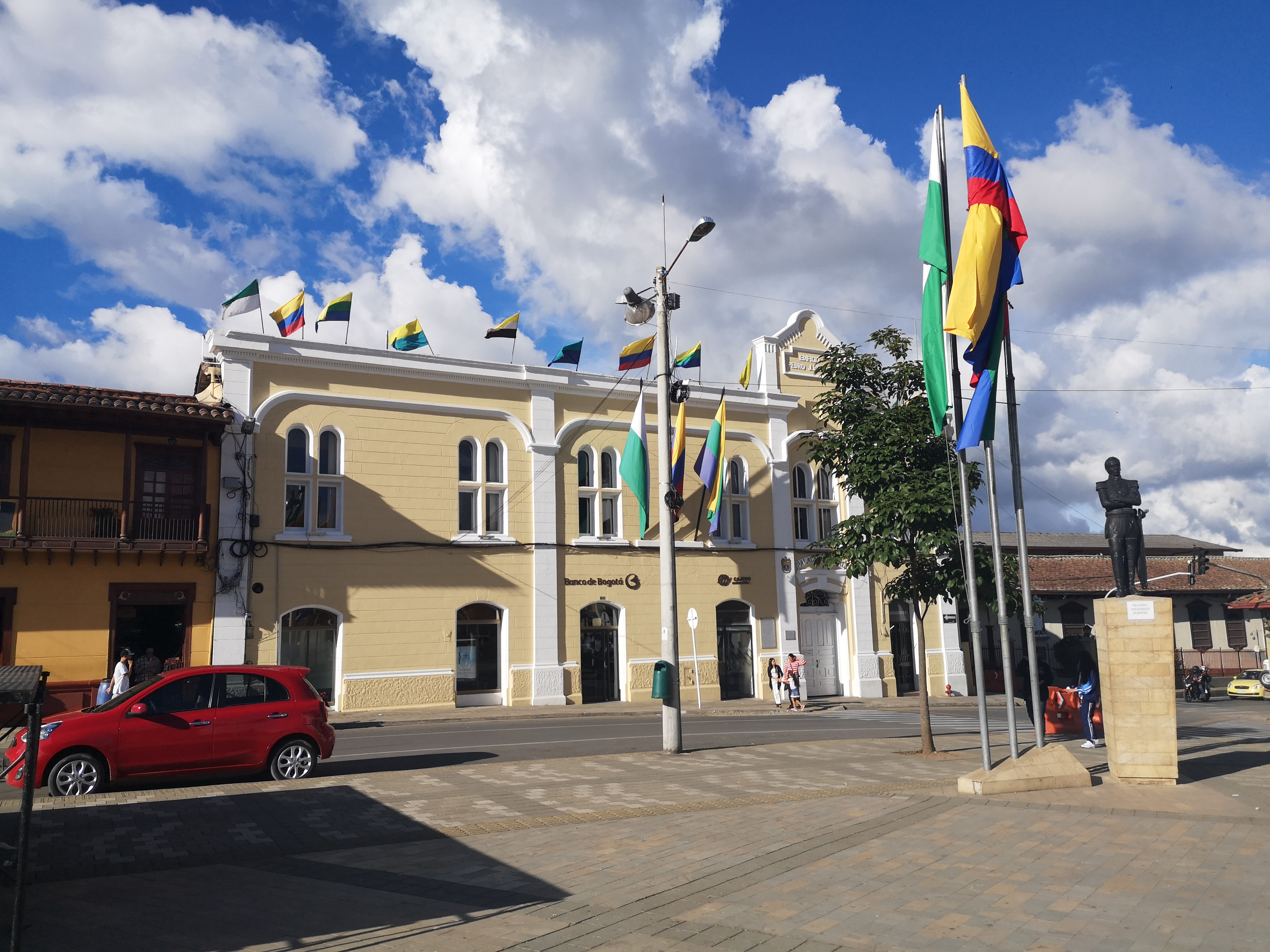
El Edificio Berrío es el palacio municipal de Santa Rosa de Osos, epicentro del poder político, sede de la alcaldía, el concejo y demás dependencias municipales

### Resultados

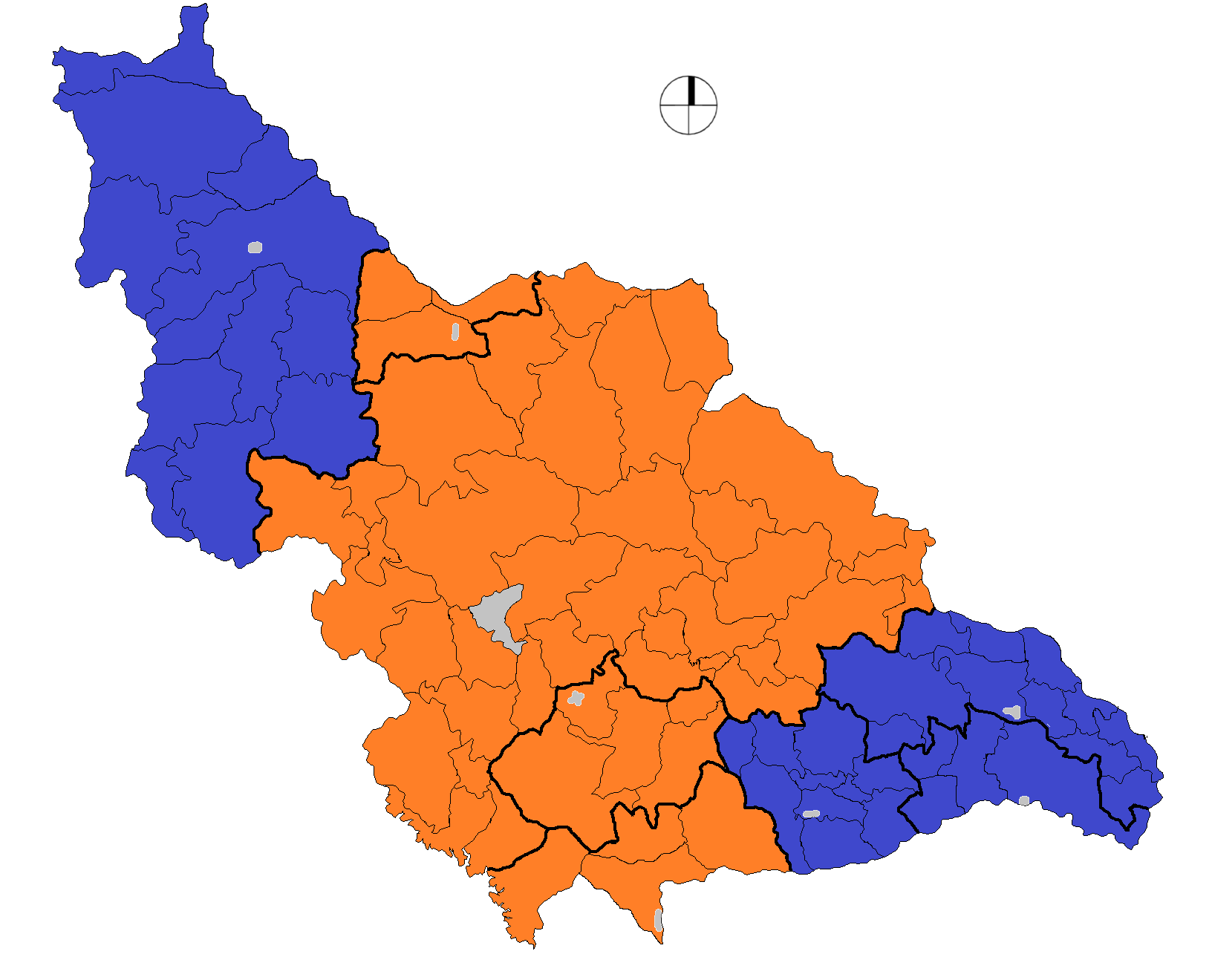
Mapa electoral 2011

|                           | Candidato a la Alcaldía       | Partido o movimiento           | Votos  | (%)   |
| ------------------------- | ----------------------------- | ------------------------------ | ------ | ----- |
|                           | Francisco Jair Palacio Lopera | Partido de la U                | 6 925  | 50,39 |
|                           | José Ignacio González Cardona | Partido Conservador Colombiano | 6 247  | 45,46 |
| Votos en blanco           | Votos en blanco               | Votos en blanco                | 569    | 4,14  |
| Votos nulos               | Votos nulos                   | Votos nulos                    | 370    | 2,51  |
| Tarjetas no marcadas      | Tarjetas no marcadas          | Tarjetas no marcadas           | 606    | 4,11  |
| Total de votos escrutados | Total de votos escrutados     | Total de votos escrutados      | 14 717 | 62,73 |

#### Puestos de Votación
| CIUDAD Y VEREDAS CENTRO ORIENTALES Y CENTRO OCCIDENTALES---------------------------------------------------------------------------                                                                 |
| Coliseo Antonio Roldán Betancourt |
| Cárcel----------------------- |
| VEREDAS DEL NORTE DEL MUNICIPIO------------------------------------------------------------------------------------------------------------------------------------------------------------------   |
| Corregimiento Aragón |
| Pueblo El Chaquiro |
| VEREDAS DEL CENTRO DEL MUNICIPIO----------------------------------------------------------------------------------------------------------------------------------------------------------------    |
| Corregimiento Hoyorrico |
| VEREDAS DEL SUR DEL MUNICIPIO---------------------------------------------------------------------------------------------------------------------------------------------------------------------- |
| Corregimiento Riogrande |
| Corregimiento San Isidro |
| Corregimiento San Pablo |
| Pueblo El Caney |
| Fuente: Registraduría |

## Concejo Municipal
la votación para la conformación del Concejo Municipal arrojó los siguientes resultados:
| Partido                        | Tipo¹                | Candidato más votado              | Votos | %     | Curules |
| ------------------------------ | -------------------- | --------------------------------- | ----- | ----- | ------- |
| Partido Conservador Colombiano | Preferente           | Félix Olmedo Arango Correa        | 4 870 | 38,36 | 6       |
| Partido de la U                | Preferente           | Jesús Ferney Escobar Lenis        | 3 413 | 26,83 | 4       |
| Alianza Social Independiente   | Preferente           | Julio Aldemar Yarce Agudelo       | 2 411 | 18,95 | 3       |
| Alianza Verde                  | Preferente           | Gildardo de Jesús Gómez Álvarez   | 738   | 5,80  | 0       |
| Partido Liberal                | Preferente           | Rafael Guillermo Tamayo Rodríguez | 535   | 4,20  | 0       |
| Cambio Radical                 | No Preferente        | -                                 | 29    | 0,22  | 0       |
| Votos blancos                  | Votos blancos        |                                   | 712   | 5,59  | 5,59    |
| Votos nulos                    | Votos nulos          |                                   | 1 015 | 6,98  | 6,98    |
| Tarjetas no marcadas           | Tarjetas no marcadas |                                   | 793   | 5,45  | 5,45    |

     Partidos que no superaron el umbral

### Concejales electos
| Partido                        | Concejal                         | Votación | Porcentaje |
| ------------------------------ | -------------------------------- | -------- | ---------- |
| Partido Conservador Colombiano | Félix Olmedo Arango Correa       | 637      | 5,00       |
| Partido Conservador Colombiano | Jesús Alberto Galeano Molina     | 605      | 4,75       |
| Partido Conservador Colombiano | Diego Alberto Espinosa Taborda   | 419      | 3,29       |
| Partido Conservador Colombiano | Abelardo Antonio Rodríguez Serna | 357      | 2,80       |
| Partido Conservador Colombiano | William Darío Vélez Mora         | 347      | 2,72       |
| Partido Conservador Colombiano | Orley Enrique Rojas Mira         | 327      | 2,57       |
| Partido de la U                | Jesús Ferney Escobar Lenis       | 460      | 361        |
| Partido de la U                | Libardo Alberto Mora Salazar     | 372      | 2,92       |
| Partido de la U                | Oscar Mario Balbín Pérez         | 358      | 2,81       |
| Partido de la U                | Raúl Antonio Puerta Ospina       | 318      | 2,50       |
| Alianza Social Independiente   | Julio Aldemar Yarce Agudelo      | 526      | 4,13       |
| Alianza Social Independiente   | Héctor Horacio Zapata Ramírez    | 423      | 3,32       |
| Alianza Social Independiente   | Héctor Fabio Lopera Lopera       | 305      | 2,39       |

- Elecciones regionales de Colombia de 2011
- Elecciones regionales en Antioquia de 2011